# Shekhar Mehta
Chandrashekhar "Shekhar" Mehta (Kampala, 20 juni 1945 – Londen, 12 april 2006) was een in Oeganda geboren Keniaans rallyrijder. Hij was voornamelijk een uitblinker in de Safari Rally, die hij vijf keer op zijn naam schreef.

## Carrière
Shekhar Mehta kwam oorspronkelijk uit Oeganda, en had tevens Aziatische wortels in zich. Hij debuteerde in 1966 in de rallysport in een BMW. In 1971 vluchtte hij en zijn familie naar Kenia, en nam als een geneutraliseerd Keniaan deel aan rally's. In 1981 won Mehta het inaugurele Afrikaans rallykampioenschap. Al eerder in de jaren zeventig, dit keer in het inaugurele seizoen van het Wereldkampioenschap rally in 1973, won hij met het team van Datsun zijn eerste Safari Rally. Mehta bleef vrijwel zijn gehele carrière voor Datsun rijden, dat begin jaren tachtig uiteindelijk onder de naam van Nissan verderging. In Europa was het relatief kleinschalige team van Nissan niet opgewassen tegen grootmachten als Audi, Lancia en later ook Peugeot, maar in zijn thuisrally wist Mehta zich nog jaarlijks te profileren als een potentieel winnaar; tussen 1979 en 1982 won hij de Safari nog eens vier keer achtereenvolgend en is daarmee tot op heden recordhouder in het evenement. Door zijn ervaring in dit soort evenementen, maakte hij wel enkele gastoptredens voor de grotere teams. Voor Peugeot nam hij met de 205 T16 in 1987 ook deel aan de Dakar-rally. Later dat jaar verongelukte hij echter ernstig in een soortgelijk evenement, waardoor hij zijn carrière als rallyrijder per direct moest beëindigen.
Mehta werd menigmaal genavigeerd door zijn vrouw, Yvonne Mehta, met wie hij in 1978 trouwde en in 1991 een zoon mee kreeg. Na zijn loopbaan als actief rallyrijder, kreeg Mehta verschillende administratieve rollen binnen de organisatie van de overkoepelende automobiel organisatie FIA. In 1997 werd hij president van de FIA rally commissie en vlak voor zijn dood vicepresident van de commissie van het Wereldkampioenschap rally. Shekhar Mehta overleed onverwacht aan een ernstige leverontsteking in april 2006, op slechts 60-jarige leeftijd.

## Complete resultaten in het Wereldkampioenschap rally

### Overwinningen
| Nr. | Seizoen | Rally                          | Navigator    | Auto             |
| --- | ------- | ------------------------------ | ------------ | ---------------- |
| 1   | 1973    | 21st East African Safari Rally | Lofty Drews  | Datsun 240Z      |
| 2   | 1979    | 27th Safari Rally              | Mike Doughty | Datsun 160J      |
| 3   | 1980    | 28th Safari Rally              | Mike Doughty | Datsun 160J      |
| 4   | 1981    | 29th Safari Rally              | Mike Doughty | Datsun Violet GT |
| 5   | 1982    | 30th Marlboro Safari Rally     | Mike Doughty | Datsun Violet GT |

### Overzicht van deelnames
| Seizoen | Inschrijving                       | Auto                       | 1      | 2      | 3      | 4      | 5      | 6      | 7      | 8      | 9      | 10  | 11    | 12     | 13  | Pos. | Punten |
| ------- | ---------------------------------- | -------------------------- | ------ | ------ | ------ | ------ | ------ | ------ | ------ | ------ | ------ | --- | ----- | ------ | --- | ---- | ------ |
| 1973    | Datsun                             | Datsun 240Z                | MON    | ZWE    | POR    | KEN 1  | MAR NF | GRI    | POL    | FIN NF | OOS    | ITA | VST   |        |     | -    | -      |
| 1973    | Datsun UK                          | Datsun Sunny               |        |        |        |        |        |        |        |        |        |     |       | GBR 37 | FRA | -    | -      |
| 1974    | Lancia Marlboro                    | Lancia Fulvia 1.6 Coupé HF | POR    | KEN 11 | FIN    |        |        |        |        |        |        |     |       |        |     | -    | -      |
| 1974    | Lancia Marlboro                    | Lancia Beta Coupé          |        |        |        | ITA 4  | CAN    | VST    | GBR    | FRA    |        |     |       |        |     | -    | -      |
| 1975    | Lancia Alitalia                    | Lancia Beta Coupé          | MON    | ZWE    | KEN NF | GRI    |        |        |        |        |        |     |       |        |     | -    | -      |
| 1975    | Datsun                             | Datsun 160J                |        |        |        |        | MAR 6  | POR 7  | FIN    | ITA    | FRA    | GBR |       |        |     | -    | -      |
| 1976    | Datsun                             | Datsun 160J                | MON    | ZWE    | POR    | KEN NF | GRI 3  | MAR    | FIN    | ITA    | FRA    | GBR |       |        |     | -    | -      |
| 1977    | Datsun                             | Datsun 160J                | MON    | ZWE    | POR    | KEN NF | GRI    | NZL    | FIN    | ITA    | CAN    | FRA | GBR   |        |     | -    | -      |
| 1978    | Datsun                             | Datsun 160J                | MON    | ZWE    | POR    | KEN NF | GRI 3  | FIN    | CAN    | ITA    | IVK NF | FRA | GBR   |        |     | -    | -      |
| 1979    | D.T. Dobie & Co Ltd. / Team Datsun | Datsun 160J                | MON    | ZWE    | POR    | KEN 1  | GRI    | NZL    | FIN    | ITA    | CAN    | FRA | GBR   | IVK    |     | 11   | 20     |
| 1980    | D.T. Dobie & Co Ltd. / Team Datsun | Datsun 160J                | MON    | ZWE    | POR    | KEN 1  |        |        |        |        |        |     |       |        |     | 9    | 30     |
| 1980    | Nissan Motors Co Ltd.              | Datsun 160J                |        |        |        |        | ARG 4  |        | FIN    | NZL    | ITA    | FRA | GBR   |        |     | 9    | 30     |
| 1980    | Comafrique                         | Datsun 160J                |        |        |        |        |        |        |        |        |        |     |       | IVK NF |     | 9    | 30     |
| 1980    | Opel Euro Händler Team             | Opel Ascona 400            |        |        |        |        |        | GRI NF |        |        |        |     |       |        |     | 9    | 30     |
| 1981    | D.T. Dobie & Co Ltd. / Team Datsun | Datsun Violet GT           | MON    | ZWE    | POR    | KEN 1  | FRA    |        |        |        |        |     |       |        |     | 5    | 55     |
| 1981    | Ma. Ma. Sa.                        | Datsun Violet GT           |        |        |        |        |        |        | ARG 2  |        |        |     |       |        |     | 5    | 55     |
| 1981    | Shekhar Mehta                      | Datsun Violet GT           |        |        |        |        |        |        |        | BRA NF | FIN    | ITA |       |        |     | 5    | 55     |
| 1981    | Comafrique                         | Datsun Violet GT           |        |        |        |        |        |        |        |        |        |     | IVK 3 | GBR    |     | 5    | 55     |
| 1981    | N.I. Theocharakis S.A.             | Datsun 160J                |        |        |        |        |        | GRI 5  |        |        |        |     |       |        |     | 5    | 55     |
| 1982    | D.T. Dobie & Co Ltd.               | Nissan Violet GT           | MON    | ZWE    | POR    | KEN 1  | FRA    |        |        |        |        |     |       |        |     | 8    | 30     |
| 1982    | N.I. Theocharakis S.A.             | Nissan Violet GT           |        |        |        |        |        | GRI 4  |        |        |        |     |       |        |     | 8    | 30     |
| 1982    | Nissan Motor Co Ltd.               | Nissan Violet GT           |        |        |        |        |        |        | NZL NF |        |        |     |       |        |     | 8    | 30     |
| 1982    | Shekhar Mehta                      | Nissan Violet GTS          |        |        |        |        |        |        |        | BRA NF | FIN    | ITA | IVK   | GBR    |     | 8    | 30     |
| 1983    | D.T. Dobie & Co Ltd.               | Nissan 240RS               | MON    | ZWE    | POR    | KEN NF | FRA    |        |        |        |        |     |       |        |     | 9    | 26     |
| 1983    | N.I. Theocharakis S.A.             | Nissan 240RS               |        |        |        |        |        | GRI 6  |        |        |        |     |       |        |     | 9    | 26     |
| 1983    | Dealer Team Nissan                 | Nissan 240RS               |        |        |        |        |        |        | NZL 4  |        |        |     |       |        |     | 9    | 26     |
| 1983    | Audi Sport                         | Audi quattro A2            |        |        |        |        |        |        |        | ARG 4  | FIN    | ITA | IVK   | GBR    |     | 9    | 26     |
| 1984    | Shekhar Mehta                      | Subaru Leone 1800          | MON 14 | ZWE    | POR    |        |        |        |        |        |        |     |       |        |     | 9    | 27     |
| 1984    | D.T. Dobie & Co Ltd.               | Nissan 240RS               |        |        |        | KEN 5  | FRA    |        |        |        |        |     |       |        |     | 9    | 27     |
| 1984    | N.I. Theocharakis S.A.             | Nissan 240RS               |        |        |        |        |        | GRI 7  | NZL    | ARG    | FIN    | ITA |       |        |     | 9    | 27     |
| 1984    | Nissan Motor Co Ltd.               | Nissan 240RS               |        |        |        |        |        |        |        |        |        |     | IVK 3 |        |     | 9    | 27     |
| 1984    | Team Nissan Europe                 | Nissan 240RS               |        |        |        |        |        |        |        |        |        |     |       | GBR 8  |     | 9    | 27     |
| 1985    | D.T. Dobie & Co Ltd.               | Nissan 240RS               | MON    | ZWE    | POR    | KEN NF | FRA    |        |        |        |        |     |       |        |     | 14   | 20     |
| 1985    | N.I. Theocharakis S.A.             | Nissan 240RS               |        |        |        |        |        | GRI 4  |        |        |        |     |       |        |     | 14   | 20     |
| 1985    | Nissan New Zealand                 | Nissan 240RS               |        |        |        |        |        |        | NZL NF |        |        |     |       |        |     | 14   | 20     |
| 1985    | Shekhar Mehta                      | Nissan 240RS               |        |        |        |        |        |        |        | ARG 4  | FIN    | ITA | IVK   | GBR    |     | 14   | 20     |
| 1986    | Peugeot Talbot Sport               | Peugeot 205 Turbo 16 E2    | MON    | ZWE    | POR    | KEN 8  | FRA    | GRI    | NZL    | ARG    | FIN    | IVK | ITA   | GBR    | VST | 52   | 3      |
| 1987    | Nissan Motorsports International   | Nissan 200SX               | MON    | ZWE    | POR    | KEN NF | FRA    | GRI NF | VST 8  | NZL    | ARG    | FIN | IVK 2 | ITA    | GBR | 18   | 18     |

#### Noot
- Het Wereldkampioenschap rally concept van 1973 tot en met 1976, hield in dat er enkel een kampioenschap open stond voor constructeurs.
- In de seizoenen 1977 en 1978 werd de FIA Cup for Drivers georganiseerd. Hierin meegerekend alle WK-evenementen, plus 10 evenementen buiten het WK om.